# Порез бумагой
Поре́з бума́гой — небольшая резаная рана, возникающая от механического воздействия края бумаги на тело человека (чаще всего руку).

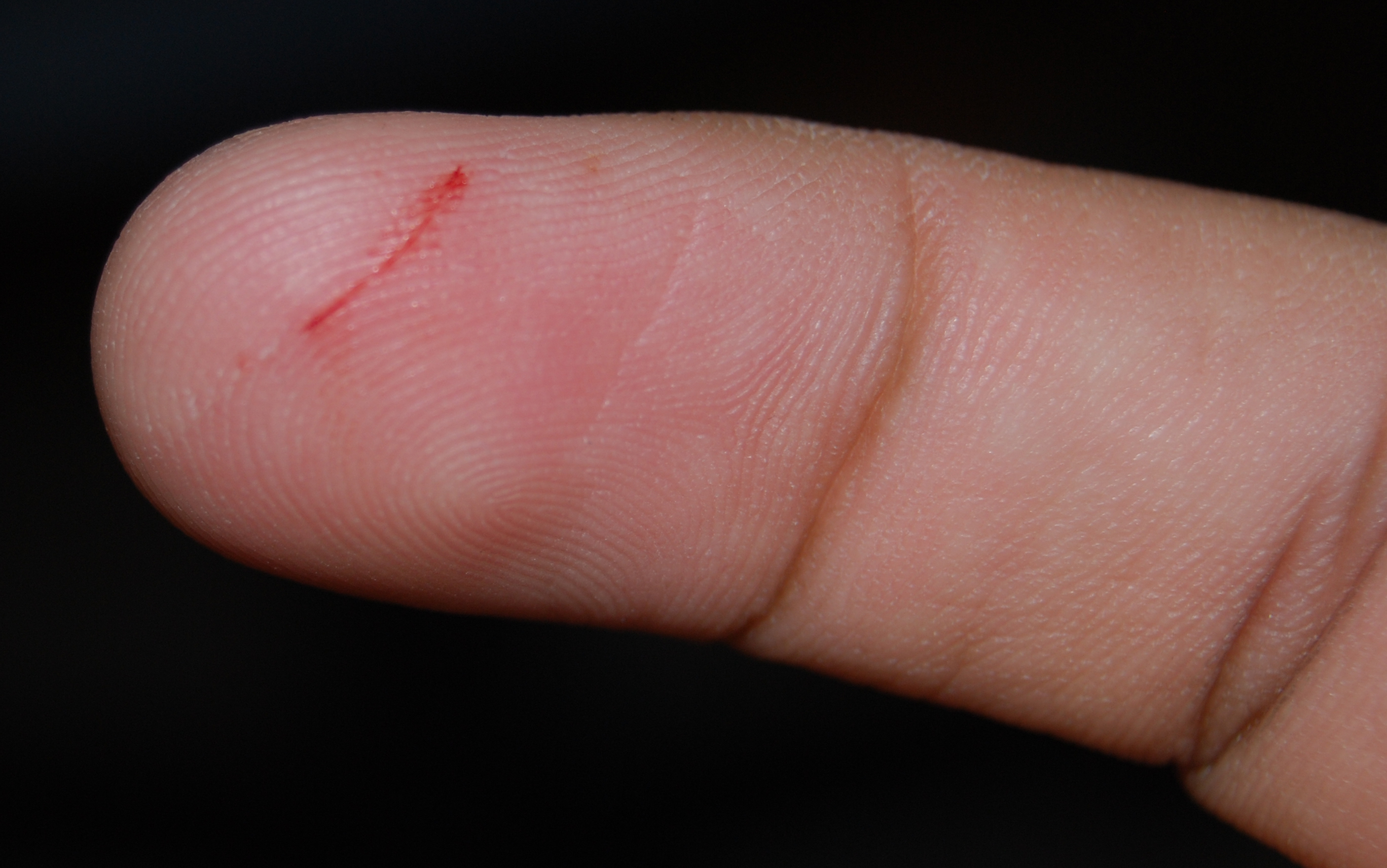
Рана от пореза бумагой

Как правило лист бумаги — мягкий, однако его край бывает таким тонким, что при движении по коже человека может свободно её порезать. При этом люди, порезавшись бумагой, испытывают более острую и неприятную боль, чем при порезе, например, ножом или другим острым предметом.
Учёные это объясняют тем, что порез бумагой, как правило, неглубокий, при этом выделяется мало крови или она не выделяется совсем, оставляя нервные окончания открытыми для раздражения воздухом. При этом кровь не вымывает из раны инородные предметы, и в неё попадают новые раздражители. Если же порез бумагой глубокий, то возникают другие факторы — неоднородная шероховатая структура бумаги и химические вещества, в ней присутствующие. Немаловажным фактором является также то, что большинство порезов от бумаги бывают на пальцах, где расположено больше нервных рецепторов по сравнению с другими частями тела.